# Ewa Schmeidel
Ewa Lidia Schmeidel (ur. 1953) – polska matematyk, dr hab. nauk matematycznych, profesor nadzwyczajny Wydziału Informatyki Uniwersytetu w Białymstoku.

## Życiorys
W 1976 ukończyła studia matematyczne na Uniwersytecie im. Adama Mickiewicza, 1 lipca 1993 obroniła pracę doktorską Wybrane własności rozwiązań pewnych klas równań różnicowych, 12 stycznia 2010 habilitowała się na podstawie pracy zatytułowanej Properties of Solutions of Higher order Difference Equations. Otrzymała nominację profesorską. Została zatrudniona na stanowisku adiunkta w Instytucie Matematyki na Wydziale Elektrycznym Politechniki Poznańskiej.
Piastuje stanowisko profesora nadzwyczajnego Instytutu Informatyki Uniwersytetu w Białymstoku, gdzie jest kierownikiem Zakładu Równań Różnicowych i Procesów Dyskretnych.
Była prodziekanem na Wydziale Matematyki i Informatyki Uniwersytetu w Białymstoku.
Współorganizowała krajowe i międzynarodowe konferencje, m.in. organizowała międzynarodową konferencję Progress on Difference Equations 2009 (PODE09).